# آزادسازی یونان
آزادسازی یونان نبردی در جنگ جهانی دوم بود که در تاریخ ۱۴ اکتبر ۱۹۴۴ با رمز عملیات «بولداگ» آغاز شد. این عملیات با هدف آزادسازی یونان از اشغال نیروهای آلمان نازی و متحدان آن‌ها انجام گرفت.

## پیشینه
پس از اشغال یونان توسط نیروهای محور در سال ۱۹۴۱، مقاومت‌های محلی و گروه‌های پارتیزانی در سراسر کشور شکل گرفتند. این مقاومت‌ها به‌ویژه توسط مقاومت یونان و گروه‌های کمونیستی مانند جبهه آزادیبخش ملی (EAM) و ارتش آزادیبخش خلق یونان (ELAS) رهبری می‌شدند.

## عملیات بولداگ
عملیات بولداگ در ۱۴ اکتبر ۱۹۴۴ با حمله نیروهای متفقین به جزیره کرت آغاز شد. این عملیات با مشارکت نیروهای بریتانیایی، کانادایی، استرالیایی، و نیوزیلندی و با حمایت مقاومت یونان انجام گرفت.

## نتایج
نبرد آزادسازی یونان چهار ماه به طول انجامید و در نهایت با شکست نیروهای آلمان نازی و خروج آن‌ها از یونان در ژانویه ۱۹۴۵ به پایان رسید. با این حال، این پیروزی آغاز جنگ داخلی یونان را رقم زد، که تا سال ۱۹۴۹ ادامه یافت.

## پیامدها
آزادسازی یونان نه تنها به پایان اشغال این کشور توسط نیروهای محور منجر شد، بلکه زمینه‌ساز آغاز جنگ سرد بین بلوک غرب و شرق گردید.